# Пророчество о папах
Проро́чество о па́пах (лат. Prophetia Sancti Malachiae Archiepiscopi, de Summis Pontificibus — «Пророчество святого архиепископа Малахии о Верховных Понтификах») — опубликованные в 1595 году и приписанные архиепископу Армы св. Малахии (1094—1148) 112 коротких латинских фраз, описывающих римских пап (а также нескольких антипап), начиная с Целестина II (избран в 1143 году) и вплоть до Второго пришествия и Страшного суда. Католическая церковь не имеет официальной позиции в отношении этого пророчества, хотя некоторые католические богословы считают его подделкой.
По наиболее распространённому толкованию пророчества, предпоследним папой является Бенедикт XVI (2005—2013), который ассоциируется с фразой «Слава оливы» (лат. Gloria Olivae).
Последний, согласно пророчеству, папа назван в нём «Петром Римлянином» (лат. Petrus Romanus). Два заключительных абзаца пророчества содержат следующий текст:

Во время последних гонений Святой Римской Церкви воссядет.

Пётр Римлянин, который будет пасти овец среди множества терзаний; по свершении чего город семи холмов будет разрушен, и Судия страшный будет судить народ свой. Конец.
Оригинальный текст (лат.)"In perſecutione extrema S.R.E. ſedebit.

Petrus Romanus, qui pascet oves in multis tribulationibus: quibus transactis civitas septicollis diruetur, et Iudex tremendus iudicabit populum suum. Finis.

Городом семи холмов принято считать Рим, но также есть и другие города семи холмов.

## История

### Публикация и содержание
Впервые текст пророчества был опубликован в 1595 году бельгийским бенедиктинцем и историком Арно де Вионом в его книге «Lignum Vitae» («Древо жизни») — биографическом описании известных членов бенедиктинского ордена. Само пророчество в этой книге занимает пять страниц. Вион приписал авторство св. Малахии, ирландскому епископу XII века. Он пояснил, что, насколько ему известно, это пророчество никогда раньше не печаталось, но многие очень хотели его увидеть. Вион включает в текст как оригинальное пророчество, состоящее из коротких загадочных латинских фраз, так и интерпретацию, состоящую из пояснений к истории пап вплоть до Урбана VII (папа на тринадцать дней в 1590 году), которые Вион приписывает историку Альфонсу Чаккони. Рукопись пророчества не обнаружена.
Из-за борьбы за независимость Нидерландов (Нидерландская революция 1568—1648 годов) Вион бежал в Италию, где нашел убежище, в том числе, в аббатстве Монтекассино (1577) и монастыре Сан-Бенедетто-ин-Полироне близ Мантуи. Таким образом книга бельгийского монаха была опубликована Джорджио Англьери в Венеции.
- Факсимиле из Lignum Vitæ Арно де Виона (1595)
- стр. 307
- стр. 308
- стр. 309
- стр. 310
- стр. 311

## Предполагаемые авторы

### Малахия
Согласно версии, выдвинутой в 1871 году аббатом Кучера (Abbé Cucherat), в 1139 году Малахия был вызван в Рим папой Иннокентием II для получения двух шерстяных паллиев для митрополий Армы и Кашеля. Находясь в Риме, Малахия якобы пережил видение будущих пап, которое он записал в виде последовательности загадочных фраз. Затем эта рукопись была якобы передана на хранение в архив Ватикана, и о ней забыли до тех пор, пока она не была вновь обнаружена в 1590 году, предположительно как раз к папскому конклаву, проходившему в то время.
Несколько историков пришли к выводу, что пророчество является подделкой конца XVI века. Ни современник и основной биограф св. Малахии — св. Бернар Клервоский — ни какие-либо другие источники до 1595 года не упоминают о пророчестве, что позволяет оспаривать его подлинность. Некоторые источники, включая самые последние издания Католической энциклопедии, полагают, что это пророчество является подделкой конца XVI века.
В конце XIX века историк и католический священник Дж. М. О’Брайен написал монографию, посвящённую «Пророчеству». О’Брайен предположил, что подложное пророчество распространялось в народе усилиями сторонников кардинала Джироламо Симончелли, которому прочили папский трон: Симончелли был родом из города Орвието, название которого происходит от латинского Urbevetanum (древний город), что соотносится с девизом 75-го Папы — Ex antiquitate Vrbis (от древности города). Упоминание в древнем пророчестве должно было убедить граждан в «богоизбранности» Симончелли. Тем не менее, следующим Папой был избран не он, а Никколо Сфондрати (Григорий XIV). О самом «Пророчестве» О’Брайен был невысокого мнения: «Эти пророчества… абсолютно бессмысленны и написаны плохой латынью. Невозможно приписывать подобную чепуху какому бы то ни было божественному источнику. Сторонники подлинности пророчества смогли немногое предъявить в его защиту. Попытки толкования пророчества после 1590 года я нахожу печальнейшим вздором».
Сторонники подлинности «Пророчества», такие как писатель и астролог Джон Хоуг (англ. John Hogue), который написал популярную книгу под названием «Последний Папа» (The Last Pope), как правило, утверждают, что, даже если авторство пророчества неясно, само пророчество остаётся в силе.

### Филипп Нери
Немецкий архивист Хильдебранд Тролль (1922—2011) упоминает, что ещё в середине XVIII века в Риме предсказания о будущих папах приписывались основателю конгрегации ораторианцев св. Филиппу Нери (1515—1595). В этом Тролль ссылается на письмо Лоренцо Ганганелли (будущего Климента XIV) из Рима кардиналу Марчелло Крешенци от 13 марта 1750 года, где в заключение говорится:

С глубочайшим почтением целую твои руки, ожидая момента, когда мы будем целовать твои ноги, если сбудется пророчество, приписываемое св. Филиппу Нери, о котором все говорят.
Оригинальный текст (итал.)Le bacio le mani col più profondo rispetto, in attenzione die quel momento in cui le baceremo i piedi, se avrà luogo la profezia attribuita a S. Filippo Neri, e che da ognuno intanto vien pubblicata.

## Толкование пророческих фраз (девизов)
Толкование девизов, как правило, основывается на поиске соответствий между девизом и местом рождения папы, его личным гербом и событиями, произошедшими во время его понтификата.
Например, к первому девизу, лат. Ex caſtro Tiberis (Из замка на Тибре), подходит родина Целестина II Читта-ди-Кастелло на Тибре. Папа Климент XIII, к которому относится пророческая фраза лат. Roſa Vmbriæ (Роза Умбрии), использовал розу в качестве своей личной эмблемы. На его личном гербе не изображена роза, он не был из Умбрии, и в его жизни почти ничего существенного не было связано с этой областью. Правда, в течение краткого срока он был папским губернатором Риети, которая в то время являлась частью Умбрии.
В некоторых случаях присутствует очевидная игра слов, что позволяет выбрать один из нескольких возможных вариантов.
Когда толкование пророчества достаточно очевидно (как это имеет место почти для всех римских пап до 1590 года), речь почти всегда идет о характерных особенностях, относящихся к этому человеку до его вступления на папскую кафедру: например, относящихся к его родине, гербу, фамилии или к его кардинальскому титулу. Однако для последних пап пророческие фразы относятся более к их понтификатам.
В последние годы интерес к пророчеству возрос, видимо потому, что толкователи пророческих фраз улучшили объяснения, а также потому что уже почти не осталось девизов, незаполненных историческими папами. Однако использование девизов перед выборами для предсказания будущего папы обычно не было особо успешным.
Заявление Бенедикта XVI о намерении покинуть престол вызвало новый всплеск интереса к пророчеству. Многие СМИ и букмекеры сразу же после обнародования заявления начали называть одним из наиболее вероятных к избранию папабилей ныне относящегося к Римской курии чернокожего кардинала из Ганы Питера Тарксона, чьё личное имя на английском соответствует имени «Petrus» на латыни и «Пётр» на русском.
Однако 13 марта 2013 года новым Папой стал аргентинский кардинал Хорхе Марио Бергольо, взявший имя Франциск.
8 мая 2025 года новым 267 папой римским был избран кардинал Роберт Прево из Ордена августинцев.

## Римские папы и соответствующие девизы пророчества
Нижеприведённый список заимствован из книги Питера Бандера «Пророчества Малахии» («The Prophecies of St. Malachy» by Peter Bander). Количество римских пап в разных списках отличается из-за учёта или неучёта антипап и Стефана II. Например, согласно Католической энциклопедии, Бенедикт XVI является 266-м папой. При этом св. Ипполит Римский не входит в число пап, а рассматривается как раскольник и антипапа во время понтификатов пап св. Зефирина, св. Каллиста I, св. Урбана I и св. Понтиана, хотя многие считают св. Ипполита епископом Римским. В списке Питера Бандера Бенедикт XVI является 267-м папой.
Список можно разделить на две группы:
1. для 74 пап и антипап, чей понтификат был до появления пророчества в 1590 году, связь между девизом пророчества и папой, как правило, ясна;
2. для пап, чей понтификат был после 1590 года, связь с оставшимися 38 девизами подбирается различными источниками умозрительно.

### Римские папы и антипапы 1143—1590
В таблице на сером фоне воспроизводится оригинальный текст (включая пунктуацию и орфографию), опубликованный в 1595 году в книге «Древо жизни» («Lignum Vitae»).
Это латинский текст, состоящий из 3-х колонок:
- первая колонка содержит пророческую фразу (девиз), характеризующую папу или его понтификат;
- вторая колонка содержит имя папы (иногда с ошибками), который соответствует характеристике пророка;
- третья колонка содержит объяснение, почему данный папа соответствует данной пророческой фразе (девизу).

Для латинского текста пророческого девиза (1-я колонка) и латинского объяснения (3-я колонка) ниже в скобках приведён английский перевод, так как зачастую ключом к разгадке является игра слов фразы, что полностью теряется в русском переводе, но иногда видно в английском. Фразы в оригинальном тексте не пронумерованы.
| Римские папы (1143—1590)     | Римские папы (1143—1590)                                                     | Римские папы (1143—1590)           | Римские папы (1143—1590)                                                    | Римские папы (1143—1590) | Римские папы (1143—1590)                                                                   |
| Папа №.                      | Девиз Перевод                                                                | Тронное имя (Понтификат)           | Мирское имя                                                                 | Историческая ссылка или объяснение | Герб                                                                                       |
| ---------------------------- | ---------------------------------------------------------------------------- | ---------------------------------- | --------------------------------------------------------------------------- | --- | ------------------------------------------------------------------------------------------ |
| Ex caſtro Tiberis.           | Ex caſtro Tiberis.                                                           | Cœleſtinus. ij.                    | Cœleſtinus. ij.                                                             | Typhernas. | Typhernas.                                                                                 |
| 165                          | 1. Из замка Тибра (англ. From a castle of the Tiber)                         | Целестин II (1143—1144)            | Гвидо дель Кастелло (итал. Guido del Castello)                              | Житель Тифернума. (англ. An inhabitant of Tifernum.) Рождён в Читта-ди-Кастелло (ранее Тифернум-на-Тибре), Умбрия, на берегах Тибра. |                                                                                            |
| Inimicus expulſus.           | Inimicus expulſus.                                                           | Lucius. ij.                        | Lucius. ij.                                                                 | De familia Caccianemica. | De familia Caccianemica.                                                                   |
| 166                          | 2. Изгнанный Враг (англ. Enemy expelled)                                     | Луций II (1144—1145)               | Джерардо Каччианемичи дель Орсо (итал. Gerardo Caccianemici dell’Orso)      | Из семьи Caccianemici. (англ. Of the Caccianemici family.) Этот девиз относится к фамилии Caccianemici. «Cacciare» означает «преследовать», а «nemici» на итальянском означает «враги». Как и предсказывала его фамилия, Caccianemici был выдворен из Рима его подданными. |                                                                                            |
| Ex magnitudine mõtis.        | Ex magnitudine mõtis.                                                        | Eugenius. iij.                     | Eugenius. iij.                                                              | Patria Ethruſcus oppido Montis magni. | Patria Ethruſcus oppido Montis magni.                                                      |
| 167                          | 3. От величия горы (англ. Out of the greatness of the mountain)              | Евгений III (1145—1153)            | Бернардо Паганелли (итал. Bernardo dei Paganelli di Montemagno)             | Тосканец по национальности из Монтеманьо. (англ. Tuscan by nation, from the town of Montemagno.) Девиз указывает на фамилию папы Евгения: «Montemagno». |                                                                                            |
| Abbas Suburranus.            | Abbas Suburranus.                                                            | Anaſtaſius. iiij.                  | Anaſtaſius. iiij.                                                           | De familia Suburra. | De familia Suburra.                                                                        |
| 168                          | 4. Субуррский аббат (англ. Suburran abbot)                                   | Анастасий IV (1153—1154)           | Коррадо делла Субурра (итал. Corrado della Suburra)                         | Из семьи Субурра. (англ. From the Suburra family.) |                                                                                            |
| De rure albo.                | De rure albo.                                                                | Adrianus. iiij.                    | Adrianus. iiij.                                                             | Vilis natus in oppido Sancti Albani. | Vilis natus in oppido Sancti Albani.                                                       |
| 169                          | 5. Из белого крестьянства (англ. From the white countryside)                 | Адриан IV (1154—1159)              | Николас Брейкспир (англ. Nicholas Breakspeare)                              | Скромно рождён в городке св. Албания. (англ. Humbly born in the town of St. Albans.) Воспитан в школе св. Албания в Хартфордшире. Перед тем, как стать папой, Николас Брейкспир был епископом Альбано. |                                                                                            |
| Ex tetro carcere.            | Ex tetro carcere.                                                            | Victor. iiij.                      | Victor. iiij.                                                               | Fuit Cardinalis S. Nicolai in carcere Tulliano. | Fuit Cardinalis S. Nicolai in carcere Tulliano.                                            |
|                              | 6. Из отвратительной тюрьмы (англ. Out of a loathsome prison)                | Виктор IV антипапа (1159—1164)     | Оттавиано ди Монтичелли (итал. Ottaviano Crescenzi Ottaviani di Monticelli) | Он был кардиналом св. Николая в Туллианской тюрьме. (англ. He was a cardinal of St. Nicholas in the Tullian prison.) |                                                                                            |
| Via Tranſtiberina.           | Via Tranſtiberina.                                                           | Calliſtus. iij. [sic]              | Calliſtus. iij. [sic]                                                       | Guido Cremenſis Cardinalis S. Mariæ Tranſtiberim. | Guido Cremenſis Cardinalis S. Mariæ Tranſtiberim.                                          |
|                              | 7. Дорога через Тибр (англ. Road across the Tiber)                           | Пасхалий III антипапа (1164—1168)  | Гуидо ди Крема (итал. Guido di Crema)                                       | Guido из Crema, кардинал Святой Марии, что на другой стороне Тибра. (англ. Guido of Crema, Cardinal of St. Mary across the Tiber.) В бытность свою кардиналом он носил титул: кардинала Святой Марии в Трастевере (Trastevere). |                                                                                            |
| De Pannonia Thuſciæ.         | De Pannonia Thuſciæ.                                                         | Paſchalis. iij. [sic]              | Paſchalis. iij. [sic]                                                       | Antipapa. Hungarus natione, Epiſcopus Card. Tuſculanus. | Antipapa. Hungarus natione, Epiſcopus Card. Tuſculanus.                                    |
|                              | 8. Он был тускул из Венгрии (англ. From Tusculan Hungary)                    | Каликст III антипапа (1168—1178)   | Джованни де Струми (итал. Giovanni di Strumi)                               | Антипапа. По некоторым данным, венгр по национальности. Кардинал-епископ Тускула (англ. Antipope. A Hungarian by birth, Cardinal Bishop of Tusculum.) Он был Иоанн, аббат Струмы, родом из Венгрии. |                                                                                            |
| Ex anſere cuſtode.           | Ex anſere cuſtode.                                                           | Alexander. iij.                    | Alexander. iij.                                                             | De familia Paparona. | De familia Paparona.                                                                       |
| 170                          | 9. От гуся-хранителя (англ. Out of the guardian goose)                       | Александр III (1159—1181)          | Орландо Бандинелли Папарони (итал. Orlando Bandinelli Paparoni)             | Из семьи Папарони. (англ. Of the Paparoni family.) На гербе его семьи изображён гусь. |                                                                                            |
| Lux in oſtio.                | Lux in oſtio.                                                                | Lucius. iij.                       | Lucius. iij.                                                                | Lucenſis Card. Oſtienſis. | Lucenſis Card. Oſtienſis.                                                                  |
| 171                          | 10. Свет в начале (англ. A light in the entrance)                            | Луций III (1181—1185)              | Убальдо Аллучиньоли (итал. Ubaldo Allucingoli)                              | Светлый кардинал Остии. (англ. A Luccan Cardinal of Ostia.) В 1159 году он стал кардинал-епископ Остии. Lux может также быть игрой слов от Lucius, то есть Луций. |                                                                                            |
| Sus in cribro.               | Sus in cribro.                                                               | Vrbanus. iij.                      | Vrbanus. iij.                                                               | Mediolanenſis, familia cribella, quæ Suem pro armis gerit. | Mediolanenſis, familia cribella, quæ Suem pro armis gerit.                                 |
| 172                          | 11. Свинья в решете (англ. Pig in a sieve)                                   | Урбан III (1185—1187)              | Умберто Кривелли (итал. Umberto Crivelli)                                   | Миланец, из семьи Cribella (Crivelli), у которой на гербе изображена свинья. (англ. A Milanese, of the Cribella (Crivelli) family, which bears a pig for arms.) Его фамилия Crivelli на итальянском означает «решето». |                                                                                            |
| Enſis Laurentii.             | Enſis Laurentii.                                                             | Gregorius. viij.                   | Gregorius. viij.                                                            | Card. S. Laurentii in Lucina, cuius inſignia enſes falcati. | Card. S. Laurentii in Lucina, cuius inſignia enſes falcati.                                |
| 173                          | 12. Меч Святого Лаврентия (англ. The sword of St. Lawrence)                  | Григорий VIII (1187)               | Альберто Сартори ди Морра (итал. Alberto Sartori di Morra)                  | Кардинал Св. Лаврентия в Люцине, герб которого — перекрещенные мечи. (англ. Cardinal of St. Lawrence in Lucina, of whom the arms were curved swords.) Он был кардиналом Св. Лаврентия, на гербе его щита были изображены перекрещённые мечи. |                                                                                            |
| De Schola exiet.             | De Schola exiet.                                                             | Clemens. iij.                      | Clemens. iij.                                                               | Romanus, domo Scholari. | Romanus, domo Scholari.                                                                    |
| 174                          | 13 Приходит из школы (англ. He will come from school)                        | Климент III (1187—1191)            | Паоло Сколари (итал. Paolo Scolari)                                         | Римлянин, из дома Scholari. (англ. A Roman, of the house of Scolari.) Его фамилия была Scolari. |                                                                                            |
| De rure bouenſi.             | De rure bouenſi.                                                             | Cœleſtinus. iij.                   | Cœleſtinus. iij.                                                            | Familia Bouenſi. | Familia Bouenſi.                                                                           |
| 175                          | 14. Из скотоводческой фермы (англ. From cattle country)                      | Целестин III (1191—1198)           | Джачинто Бобоне Орсини (итал. Giacinto Bobone Orsini)                       | Фамилия Bovensis (Bobone). (англ. Bovensis (Bobone) family.) Его фамилия Bovensis (Bobone); игра слов: лат. bovis — бык). |                                                                                            |
| Comes Signatus.              | Comes Signatus.                                                              | Innocentius. iij.                  | Innocentius. iij.                                                           | Familia Comitum Signiæ. | Familia Comitum Signiæ.                                                                    |
| 176                          | 15. Назначенный граф (англ. Designated count)                                | Иннокентий III (1198—1216)         | Лотарио Конти, граф Сеньи, граф Лаваньи (итал. Lotario dei Conti di Segni)  | Семья графов Signia (Segni) (англ. Family of the Counts of Signia (Segni).) Потомок графов Signia (Segni). |                                                                                            |
| Canonicus de latere.         | Canonicus de latere.                                                         | Honorius. iij.                     | Honorius. iij.                                                              | Familia Sabella, Canonicus S. Ioannis Lateranensis. | Familia Sabella, Canonicus S. Ioannis Lateranensis.                                        |
| 177                          | 16. Канонник со стороны (англ. Canon from the side)                          | Гонорий III (1216—1227)            | Ченчио Савелли (итал. Cencio Savelli)                                       | Семья Savelli, канонник в Соборе Святого Иоанна Крестителя на Латеранском холме (англ. Savelli family, canon of St. John Lateran.) Он был канонником церкви Санта Мария Маджоре, и служил папским камергером в 1188 году. |                                                                                            |
| Auis Oſtienſis.              | Auis Oſtienſis.                                                              | Gregorius. ix.                     | Gregorius. ix.                                                              | Familia Comitum Signiæ Epiſcopus Card. Oſtienſis. | Familia Comitum Signiæ Epiſcopus Card. Oſtienſis.                                          |
| 178                          | 17. Птица из Остии (англ. Bird of Ostia)                                     | Григорий IX (1227—1241)            | Уголино ди Конти, граф Сеньи (итал. Ugolino dei Conti di Segni)             | Семья графов Signia (Segni). Кардинал-епископ Остии. (англ. Family of the Counts of Segni, Cardinal Bishop of Ostia.) Перед избранием папой Ugolino dei Conti был кардиналом и епископом Остии, и его фамильный герб изображает птицу на красном фоне. |                                                                                            |
| Leo Sabinus.                 | Leo Sabinus.                                                                 | Cœleſtinus iiij.                   | Cœleſtinus iiij.                                                            | Mediolanenſis, cuius inſignia Leo, Epiſcopus Card. Sabinus. | Mediolanenſis, cuius inſignia Leo, Epiſcopus Card. Sabinus.                                |
| 179                          | 18. Лев Сабины (англ. Sabine Lion)                                           | Целестин IV (1241)                 | Пьетро Джофредо Кастильони (итал. Pietro Goffredo da Castiglione)           | Миланец, чей герб лев, кардинал-епископ Сабины (англ. A Milanese, whose arms were a lion, Cardinal Bishop of Sabina.) Он был кардиналом-епископом Сабины и на его щите изображен лев. |                                                                                            |
| Comes Laurentius.            | Comes Laurentius.                                                            | Innocentius iiij.                  | Innocentius iiij.                                                           | domo flisca, Comes Lauaniæ, Cardinalis S. Laurentii in Lucina. | domo flisca, Comes Lauaniæ, Cardinalis S. Laurentii in Lucina.                             |
| 180                          | 19. Граф Лаврентий (англ. Count Lawrence)                                    | Иннокентий IV (1243—1254)          | Синибальдо Фиески (итал. Sinibaldo de Fieschi)                              | Из дома Flisca (Fieschi), граф Лаваньо, кардинал Сан-Лоренцо-ин-Лучина. (англ. Of the house of Flisca (Fieschi), Count of Lavagna, Cardinal of St. Lawrence in Lucina.) Он был кардиналом-священником Сан-Лоренцо-ин-Лучина, и его отец был графом Лаваньо. |                                                                                            |
| Signum Oſtienſe.             | Signum Oſtienſe.                                                             | Alexander iiij.                    | Alexander iiij.                                                             | De comitibus Signiæ, Epiſcopus Card. Oſtienſis. | De comitibus Signiæ, Epiſcopus Card. Oſtienſis.                                            |
| 181                          | 20. Знак Остии (англ. Sign of Ostia)                                         | Александр IV (1254—1261)           | Ринальдо Конти, граф Сеньи (итал. Rinaldo di Jenne dei Conti di Segni)      | Из графов Segni, кардинал-епископ Остии. (англ. Of the counts of Segni, Cardinal Bishop of Ostia.) Он был кардиналом-епископом Остии и членом семьи Conti-Segni. |                                                                                            |
| Hieruſalem Campanię.         | Hieruſalem Campanię.                                                         | Vrbanus iiii.                      | Vrbanus iiii.                                                               | Gallus, Trecenſis in Campania, Patriarcha Hieruſalem. | Gallus, Trecenſis in Campania, Patriarcha Hieruſalem.                                      |
| 182                          | 21. Иерусалим Шампани (англ. Jerusalem of Champagne)                         | Урбан IV (1261—1264)               | Жак Панталеон (фр. Jacques Pantaléon)                                       | Галл из Труа в Шампани, Патриарх Иерусалима (англ. A Frenchman, of Trecae (Troyes) in Champagne, Patriarch of Jerusalem.) Родом из Труа провинции Шампань, позже — патриарх Иерусалима. |                                                                                            |
| Draco depreſſus.             | Draco depreſſus.                                                             | Clemens iiii.                      | Clemens iiii.                                                               | cuius inſignia Aquila vnguibus Draconem tenens. | cuius inſignia Aquila vnguibus Draconem tenens.                                            |
| 183                          | 22. Прижатый дракон (англ. Dragon pressed down)                              | Климент IV (1265—1268)             | Ги Фулькуа Ле Гро (фр. Gui Fulquois, Guy le Gros)                           | Чей знак есть Орёл, когтями Дракона держащий. (англ. Whose badge is an eagle holding a dragon in his talons.) Его герб изображал орла, сжимающего дракона когтями. |                                                                                            |
| Anguinus uir.                | Anguinus uir.                                                                | Gregorius. x.                      | Gregorius. x.                                                               | Mediolanenſis, Familia vicecomitum, quæ anguẽ pro inſigni gerit. | Mediolanenſis, Familia vicecomitum, quæ anguẽ pro inſigni gerit.                           |
| 184                          | 23. Змеиный человек (англ. Snaky man)                                        | Григорий X (1271—1276)             | Теобальдо Висконти (итал. Tebaldo Visconti)                                 | Миланец, из семьи Висконти (Visconti), которая имеет змея на гербе. (англ. A Milanese, of the family of Viscounts (Visconti), which bears a snake for arms.) Фамильный герб Висконти (Visconti) имел изображение большого змея, заглатывающего ноги младенца. |                                                                                            |
| Concionator Gallus.          | Concionator Gallus.                                                          | Innocentius. v.                    | Innocentius. v.                                                             | Gallus, ordinis Prædicatorum. | Gallus, ordinis Prædicatorum.                                                              |
| 185                          | 24. Французский проповедник (англ. French Preacher)                          | Иннокентий V (1276)                | Пьер де Тарантез (фр. Pierre de Tarentaise)                                 | Галл, из ордена Проповедников. (англ. A Frenchman, of the Order of Preachers.) Он родился на юго-востоке Франции и был членом Ордена Проповедников. |                                                                                            |
| Bonus Comes.                 | Bonus Comes.                                                                 | Adrianus. v.                       | Adrianus. v.                                                                | Ottobonus familia Fliſca ex comitibus Lauaniæ. | Ottobonus familia Fliſca ex comitibus Lauaniæ.                                             |
| 186                          | 25. Добрый граф/товарищ (англ. Good Count/companion)                         | Адриан V (1276)                    | Оттобоне Фиески, граф Лаваньи (итал. Ottobono Fieschi dei Conti di Lavagna) | Ottobono, семьи Fieschi, из графов Лаваньи. (англ. Ottobono, of the Fieschi family, from the counts of Lavagna.) Он был граф Лаваньо, а его имя, Ottobono, может обыгрываться как Отто добрый. |                                                                                            |
| Piſcator Thuſcus.            | Piſcator Thuſcus.                                                            | Ioannes. xxi.                      | Ioannes. xxi.                                                               | antea Ioannes Petrus Epiſcopus Card. Tuſculanus. | antea Ioannes Petrus Epiſcopus Card. Tuſculanus.                                           |
| 187                          | 26. Тускулский рыбак (англ. Tuscan Fisherman)                                | Иоанн XXI (1276—1277)              | Педру Жулиан (порт. Pedro Julião)                                           | Оригинально Иоанн Пётр, кардинал епископ Тускула (англ. Formerly John Peter, Cardinal Bishop of Tusculum.) Иоанн XXI был кардиналом-епископом Тускула. |                                                                                            |
| Roſa compoſita.              | Roſa compoſita.                                                              | Nicolaus. iii.                     | Nicolaus. iii.                                                              | Familia Vrſina, quæ roſam in inſigni gerit, dictus compoſitus. | Familia Vrſina, quæ roſam in inſigni gerit, dictus compoſitus.                             |
| 188                          | 27. Сложноцветная роза (англ. Composite Rose)                                | Николай III (1277—1280)            | Джованни Гаэтано Орсини (итал. Giovanni Gaetano Orsini)                     | Из семьи Орсини (Orsini), которая имеет розу на гербе, называемую сложноцветной. (англ. Of the Ursina (Orsini) family, which bears a rose on its arms, called 'composite'.) На его гербе помещена сложноцветная (composite) роза. |                                                                                            |
| Ex teloneo liliacei Martini. | Ex teloneo liliacei Martini.                                                 | Martinus. iiii.                    | Martinus. iiii.                                                             | cuius inſignia lilia, canonicus, & theſaurarius S. Martini Turonen[sis]. | cuius inſignia lilia, canonicus, & theſaurarius S. Martini Turonen[sis].                   |
| 189                          | 28. Из таможни лилейного Мартина (англ. From the tollhouse of lilied Martin) | Мартин IV (1281—1285)              | Симон Монпитье де Брион (фр. Simon Monpitie de Brie (или de Brion))         | Чей герб иммет лилии, каноник и казначей св. Мартина Турского. (англ. Whose arms were lilies, canon and treasurer of St. Martin of Tours.) Он был каноник и казначей собора св. Мартина в Туре. |                                                                                            |
| Ex roſa leonina.             | Ex roſa leonina.                                                             | Honorius. iiii.                    | Honorius. iiii.                                                             | Familia Sabella inſignia roſa à leonibus geſtata. | Familia Sabella inſignia roſa à leonibus geſtata.                                          |
| 190                          | 29. Из львиной розы (англ. Out of the leonine rose)                          | Гонорий IV (1285—1287)             | Джакомо Савелли (итал. Giacomo Savelli)                                     | Из семьи Савелли (Savelli), чей герб — львы, несущие розу. (англ. Of the Sabella (Savelli) family, arms were a rose carried by lions.) На его гербе два льва несут розу. |                                                                                            |
| Picus inter eſcas.           | Picus inter eſcas.                                                           | Nicolaus. iiii.                    | Nicolaus. iiii.                                                             | Picenus patria Eſculanus. | Picenus patria Eſculanus.                                                                  |
| 191                          | 30. Дятел между едой (англ. Woodpecker between food)                         | Николай IV (1288—1292)             | Джироламо Маши д’Асколи (итал. Girolamo Masci d’Ascoli)                     | Пичено по национальности, из Асколи (англ. A Picene by nation, of Asculum (Ascoli).) Он был из Асколи (Ascoli), в области Пичено. Игра слов. |                                                                                            |
| Ex eremo celſus.             | Ex eremo celſus.                                                             | Cœleſtinus. v.                     | Cœleſtinus. v.                                                              | Vocatus Petrus de morrone Eremita. | Vocatus Petrus de morrone Eremita.                                                         |
| 192                          | 31. Поднявшийся из пустыни (англ. Raised out of the desert)                  | Св. Целестин V (1294)              | Пьетро Анджелари дель Мурроне (итал. Pietro da Morrone)                     | Называемый Peter de Morrone, отшельник. (англ. Called Peter de Morrone, a hermit.) Перед избранием был отшельником (eremus — пустыня). Также игра слов: celsus — Coelestinus (Целестин). |                                                                                            |
| Ex undarũ bn̑dictione.        | Ex undarũ bn̑dictione.                                                        | Bonifacius. viii.                  | Bonifacius. viii.                                                           | Vocatus prius Benedictus, Caetanus, cuius inſignia undæ. | Vocatus prius Benedictus, Caetanus, cuius inſignia undæ.                                   |
| 193                          | 32. От благословения волн (англ. From the blessing of the waves)             | Бонифаций VIII (1294—1303)         | Бенедетто Каэтани (итал. Benedetto Caetani)                                 | Ранее называемый Бенедикт, из Саэты (Гаэты), эмблемой которого были две волны. (англ. Previously called Benedict, of Gaeta, whose arms were waves.) Через его герб проходят две поперечные волны. Также игра слов, ссылка на его имя при крещении — «Benedetto» (благословенный). |                                                                                            |
| Concionator patereus. [sic]  | Concionator patereus. [sic]                                                  | Benedictus. xi.                    | Benedictus. xi.                                                             | qui uocabatur Frater Nicolaus, ordinis Prædicatorum. | qui uocabatur Frater Nicolaus, ordinis Prædicatorum.                                       |
| 194                          | 33. Проповедник из Патары (англ. Preacher From Patara)                       | Бенедикт XI (1303—1304)            | Никколо Бокассини де Тревизо (итал. Nicholas Boccasini)                     | Тот, кто назывался братом Николаем, из ордена Проповедников. (англ. Who was called Brother Nicholas, of the order of Preachers.) Этот папа принадлежал к ордену Проповедников. Патара — место рождения св. Николая, тёзки этого папы (при рождении Nicholas Boccasini). |                                                                                            |
| De feſſis aquitanicis.       | De feſſis aquitanicis.                                                       | Clemens V.                         | Clemens V.                                                                  | natione aquitanus, cuius inſignia feſſæ erant. | natione aquitanus, cuius inſignia feſſæ erant.                                             |
| 195                          | 34. От лент Аквитании (англ. From the misfortunes/fesses of Aquitaine)       | Климент V (1305—1314)              | Раймон Бертран де Го (фр. Raymond Bertrand de Got)                          | Рождённый в Аквитании, на его гербе три ленты (пояса, англ. и фр. fesses или лат. fascia). (англ. An Aquitanian by birth, whose arms were fesses.) Он был родом из Сен-Бертран-де-Комменж в Аквитании, и со временем стал архиепископом в Бордо, тоже в Аквитании. Его герб имеет три горизонтальные широкие линии, известные в геральдике как fesses. |                                                                                            |
| De ſutore oſſeo.             | De ſutore oſſeo.                                                             | Ioannes XXII.                      | Ioannes XXII.                                                               | Gallus, familia Oſſa, Sutoris filius. | Gallus, familia Oſſa, Sutoris filius.                                                      |
| 196                          | 35. От костистых башмачников (англ. From a bony cobbler)                     | Иоанн XXII (1316—1334)             | Жак д’Юэз (фр. Jacques d’Euse)                                              | Француз, из семейства Осса, сын башмачника. (англ. A Frenchman, of the Ossa family, son of a cobbler.) Его фамилия была D’Euze, что можно перевести на латынь как Ossa — «кости». Народная легенда, что его отец был башмачником, вероятнее всего, вымысел. |                                                                                            |
| Coruus ſchiſmaticus.         | Coruus ſchiſmaticus.                                                         | Nicolaus V.                        | Nicolaus V.                                                                 | qui uocabatur F. Petrus de corbario, contra Ioannem XXII. Antipapa Minorita. | qui uocabatur F. Petrus de corbario, contra Ioannem XXII. Antipapa Minorita.               |
|                              | 36. Раскольнический ворон (англ. Schismatic crow)                            | Николай V антипапа (1328—1330)     | Пьетро Райналдучи ди Корваро (итал. Pietro Rainalducci di Corvaro)          | Кого называли братом Петром из Корваро, антипапа из миноритов, противостоявший Иоанну XXII. (англ. Who was called Brother Peter of Corbarium (Corvaro), the minorite antipope opposing John XXII.) Девиз — это игра слов, указывающая на фамилию Corvaro (лат. Corvus — ворон). |                                                                                            |
| Frigidus Abbas.              | Frigidus Abbas.                                                              | Benedictus XII.                    | Benedictus XII.                                                             | Abbas Monaſterii fontis frigidi. | Abbas Monaſterii fontis frigidi.                                                           |
| 197                          | 37. Холодный аббат (англ. Cold abbot)                                        | Бенедикт XII (1334—1342)           | Жак Фурнье (фр. Jacques Fournier)                                           | Аббат монастыря холодного родника. (англ. Abbot of the monastery of the cold spring.) Он был аббатом монастыря Fontfroide (в переводе с фр. — «холодный родник»). |                                                                                            |
| De roſa Attrebatenſi.        | De roſa Attrebatenſi.                                                        | Clemens VI.                        | Clemens VI.                                                                 | Epiſcopus Attrebatenſis, cuius inſignia Roſæ. | Epiſcopus Attrebatenſis, cuius inſignia Roſæ.                                              |
| 198                          | 38. От роз Арраса (англ. From the rose of Arras)                             | Климент VI (1342—1352)             | Пьер Роже де Бофор-Тюренн (фр. Pierre Roger de Beaufort-Turenne)            | Епископ Арраса, на его гербе розы. (англ. Bishop of Arras, whose arms were roses.) Он был епископом Арраса (лат. Episcopus Atrebatensis), и его герб украшен шестью розами. |                                                                                            |
| De mõtibus Pãmachii.         | De mõtibus Pãmachii.                                                         | Innocentius VI.                    | Innocentius VI.                                                             | Cardinalis SS. Ioannis & Pauli. T. Panmachii, cuius inſignia ſex montes erant. | Cardinalis SS. Ioannis & Pauli. T. Panmachii, cuius inſignia ſex montes erant.             |
| 199                          | 39. С гор Памахии (англ. From the mountains of Pammachius)                   | Иннокентий VI (1352—1362)          | Козимо Этьен Обер (фр. Etienne Aubert)                                      | Кардинал Святых Иоанна и Павла, с титулом Св. Памахии, на чьей эмблеме шесть гор. (англ. Cardinal of Saints John and Paul, Titulus of Pammachius, whose arms were six mountains.) Папа Иннокентий VI родился в городке Монт (коммуна Лимож, Франция) и занимал епископскую кафедру Клермона. Он был кардинал-священник с титулом св. Паммахия (титул церкви Санти-Джованни-э-Паоло в Риме). |                                                                                            |
| Gallus Vicecomes.            | Gallus Vicecomes.                                                            | Vrbanus V.                         | Vrbanus V.                                                                  | nuncius Apoſtolicus ad Vicecomites Mediolanenſes. | nuncius Apoſtolicus ad Vicecomites Mediolanenſes.                                          |
| 200                          | 40. Французский виконт (англ. French viscount)                               | Урбан V (1362—1370)                | Гильом де Гримор (фр. Guglielmo de Grimoard)                                | Апостольский нунций виконта Милана. (англ. Apostolic nuncio to the Viscounts of Milan.) Он родился во французской дворянской семье. |                                                                                            |
| Nouus de uirgine forti.      | Nouus de uirgine forti.                                                      | Gregorius XI.                      | Gregorius XI.                                                               | qui uocabatur Petrus Belfortis, Cardinalis S. Mariæ nouæ. | qui uocabatur Petrus Belfortis, Cardinalis S. Mariæ nouæ.                                  |
| 201                          | 41. Новый от сильной девы (англ. New man from the strong virgin)             | Григорий XI (1370—1378)            | Пьер Роже де Бофор (фр. Pierre Roger de Beaufort)                           | Который звался Пьер (Пётр) Бофор (Petrus Belfortis), кардинал Св. Марии Новой. (англ. Who was called Peter Belfortis (Beaufort), Cardinal of New St. Mary's.) Из семьи Бофор (Beaufort). В 19 лет Пьер Бофор получил от своего дяди, папы Климента VI-го, титул кардинала-дьякона церкви Санта-Мария-Нуово. |                                                                                            |
| Decruce Apoſtolica. [sic]    | Decruce Apoſtolica. [sic]                                                    | Clemens VII.                       | Clemens VII.                                                                | qui fuit Preſbyter Cardinalis SS. XII. Apoſtolorũ cuius inſignia Crux. | qui fuit Preſbyter Cardinalis SS. XII. Apoſtolorũ cuius inſignia Crux.                     |
|                              | 42. От апостольского креста (англ. From the apostolic cross)                 | Климент VII антипапа (1378—1394)   | Роберт, граф Женевский (фр. Robert de Genève)                               | Который был кардиналом-священником XII Святых Апостолов и чьей эмблемой был крест. (англ. Who was Cardinal Priest of the Twelve Holy Apostles, whose arms were a cross.) Он был кардиналом-священником с титулом апостольского протонотария. Его герб имеет разделённый на четыре части крест. |                                                                                            |
| Luna Coſmedina.              | Luna Coſmedina.                                                              | Benedictus XIII.                   | Benedictus XIII.                                                            | antea Petrus de Luna, Diaconus Cardinalis S. Mariæ in Coſmedin. | antea Petrus de Luna, Diaconus Cardinalis S. Mariæ in Coſmedin.                            |
|                              | 43. Луна Космедины (англ. Cosmedine moon)                                    | Бенедикт XIII антипапа (1394—1423) | Пе́дро Марти́нес де Лу́на (исп. Pedro Martínez de Luna)                        | Ранее Пётр Де Луна, кардинал-дьякон Св. Марии в Космедине. (англ. Formerly Peter de Luna, Cardinal Deacon of St. Mary in Cosmedin.) Он был знаменитым Петром де Луна, кардиналом-дьяконом с титулом церкви Св. Марии в Космедине. |                                                                                            |
| Schiſma Barchinoniũ.         | Schiſma Barchinoniũ.                                                         | Clemens VIII.                      | Clemens VIII.                                                               | Antipapa, qui fuit Canonicus Barchinonenſis. | Antipapa, qui fuit Canonicus Barchinonenſis.                                               |
|                              | 44. Раскол Барселоны (англ. Schism of the Barcelonas)                        | Клемент VIII антипапа (1423—1429)  | Гил Санчес Муньёз (исп. Gil Sanchez Muñoz)                                  | Антипапа, который был каноником в Барселоне. (англ. Antipope, who was a canon of Barcelona.) |                                                                                            |
| De inferno prægnãti.         | De inferno prægnãti.                                                         | Vrbanus VI.                        | Vrbanus VI.                                                                 | Neapolitanus Pregnanus, natus in loco quæ dicitur Infernus. | Neapolitanus Pregnanus, natus in loco quæ dicitur Infernus.                                |
| 202                          | 45. Из беременного ада (англ. From a pregnant hell)                          | Урбан VI (1378—1389)               | Бартоломео Приньяно (итал. Bartolomeo Prignano)                             | Неаполитанец итал. Prignano родился в местечке, которое называлось Инферно. (англ. The Neapolitan Prignano, born in a place which is called Inferno.) Его фамилия Prignano или Prignani созвучна лат. Praegnantis — беременный, а название городка итал. Inferno возле Неаполя переводится как Ад. |                                                                                            |
| Cubus de mixtione.           | Cubus de mixtione.                                                           | Bonifacius. IX.                    | Bonifacius. IX.                                                             | familia tomacella à Genua Liguriæ orta, cuius inſignia Cubi. | familia tomacella à Genua Liguriæ orta, cuius inſignia Cubi.                               |
| 203                          | 46. Куб из смеси (англ. Cube from a mixture)                                 | Бонифаций IX (1389—1404)           | Пьетро Томачелли (итал. Pietro Tomacelli)                                   | Происходит из семьи Томачелли из Генуи в Лигурии, чьей эмблемой были кубы. (англ. Of the Tomacelli family, born in Genoa in Liguria, whose arms were cubes.) Его герб включает поперечную ленту с шахматным рисунком. |                                                                                            |
| De meliore ſydere.           | De meliore ſydere.                                                           | Innocentius. VII.                  | Innocentius. VII.                                                           | uocatus Coſmatus de melioratis Sulmonenſis, cuius inſignia ſydus. | uocatus Coſmatus de melioratis Sulmonenſis, cuius inſignia ſydus.                          |
| 204                          | 47. От лучшей звезды (англ. From a better star)                              | Иннокентий VII (1404—1406)         | Козимо Джентиле Мильорати (итал. Cosimo Gentile Migliorati)                 | Называемый Козимо де Мильорати из Сульмоны, чей эмблемой была эвезда. (англ. Called Cosmato dei Migliorati of Sulmo, whose arms were a star.) Здесь игра слов: лат. melior — лучшая, ссылка на фамилию папы Migliorati (Meliorati), а на его гербе изображена летящая звезда. |                                                                                            |
| Nauta de Ponte nigro.        | Nauta de Ponte nigro.                                                        | Gregorius XII.                     | Gregorius XII.                                                              | Venetus, commendatarius eccleſiæ Nigropontis. | Venetus, commendatarius eccleſiæ Nigropontis.                                              |
| 205                          | 48. Моряк с чёрного моста (англ. Sailor from a black bridge)                 | Григорий XII (1406—1415)           | Анджело Коррер (итал. Angelo Correr)                                        | Венецианец, комендант церкви в Негропонте. (англ. A Venetian, commendatary of the church of Negroponte.) Негропонте, по-венециански Чёрный мост, так в Средние века назывался остров Эвбея и его столица Халкида, находящиеся под протекторатом Венеции. |                                                                                            |
| Flagellum ſolis.             | Flagellum ſolis.                                                             | Alexander. V.                      | Alexander. V.                                                               | Græcus Archiepiſcopus Mediolanenſis, inſignia Sol. | Græcus Archiepiſcopus Mediolanenſis, inſignia Sol.                                         |
|                              | 49. Бич солнца (англ. Whip of the sun)                                       | Александр V антипапа (1409—1410)   | Пётр Филаргес (греч. Πετρος Φιλαργος) (итал. Pietro Filargo da Candia)      | Грек, архиепископ Милана, на чьём гербе было солнце. (англ. A Greek, Archibishop of Milan, whose arms were a sun.) Его герб имеет большое солнце с длинными лучами. Девиз может быть намёком на фамилию папы греч. Philarges — сребролюбец, тогда он может быть прочитан как Щупальца солнца. |                                                                                            |
| Ceruus Sirenæ.               | Ceruus Sirenæ.                                                               | Ioannes XXIII.                     | Ioannes XXIII.                                                              | Diaconus Cardinalis S. Euſtachii, qui cum ceruo depingitur, Bononiæ legatus, Neapolitanus. | Diaconus Cardinalis S. Euſtachii, qui cum ceruo depingitur, Bononiæ legatus, Neapolitanus. |
|                              | 50. Олень сирены (англ. Stag of the siren)                                   | Иоанн XXIII антипапа (1410—1415)   | Бальтазар Косса (итал. Baldassarre Cossa)                                   | Кардинал-дьякон с титулом Св. Евстафия, который изображается с оленем; легат Болоньи, неаполитанец. (англ. Cardinal Deacon of St. Eustace, who is depicted with a stag; legate of Bologna, a Neapolitan.) Бальтазар Косса был кардиналом с титулом Св. Евстафия. Великомученик Евстафий обратился в христианство после того, как увидел оленя с крестом между рогами. Семья папы происходила из Неаполя, на гербе которого была изображена сирена. Однако одиозная фигура папы и его бурная жизнь позволяют истолковывать девиз по-иному. |                                                                                            |
| Corona ueli aurei.           | Corona ueli aurei.                                                           | Martinus V.                        | Martinus V.                                                                 | familia colonna, Diaconus Cardinalis S. Georgii ad velum aureum. | familia colonna, Diaconus Cardinalis S. Georgii ad velum aureum.                           |
| 206                          | 51. Корона золотого занавеса (англ. Crown of the golden curtain)             | Мартин V (1417—1431)               | Оддоне Колонна (итал. Oddone Colonna)                                       | Из семьи Колонна, кардинал-дьякон церкви Св. Георгия в Велабро. (англ. Of the Colonna family, Cardinal Deacon of St. George at the golden curtain.) Оддоне Колонна был кардинал-дьяконом церкви Св. Георгия в Велабро. Слово Velabrum здесь интерпретируется от лат. velum aureum — золотой занавес. Его герб имел золотую корону, лежащую на верху колонны. |                                                                                            |
| Lupa Cœleſtina,              | Lupa Cœleſtina,                                                              | Eugenius. IIII.                    | Eugenius. IIII.                                                             | Venetus, canonicus antea regularis Cœleſtinus, & Epiſcopus Senẽſis. | Venetus, canonicus antea regularis Cœleſtinus, & Epiſcopus Senẽſis.                        |
| 207                          | 52. Небесная волчица (англ. Heavenly she-wolf)                               | Евгений IV (1431—1447)             | Габриэле Кондульмер (итал. Gabriele Condulmer)                              | Венецианец, ранее бывший регулярным целестинским каноником и епископом Сиены. (англ. A Venetian, formerly a regular Celestine canon, and Bishop of Siena.) Он принадлежал к ордену августинцев-каноников и был епископом Сиены. На гербе города — младенцы Ромул и Рем, сосущие волчицу. |                                                                                            |
| Amator Crucis.               | Amator Crucis.                                                               | Felix. V.                          | Felix. V.                                                                   | qui uocabatur Amadæus Dux Sabaudiæ, inſignia Crux. | qui uocabatur Amadæus Dux Sabaudiæ, inſignia Crux.                                         |
|                              | 53. Ревнитель креста (англ. Lover of the cross)                              | Феликс V антипапа (1439—1449)      | Амадей VIII (герцог Савойский) (итал. Amédée VIII de Savoie)                | Который назывался Амадеусом, герцогом Савойи, гербом которой был крест. (англ. Who was called Amadeus, Duke of Savoy, arms were a cross.) Он был герцогом Савойи и потому его герб имеет крест (герб) Савойи. Также здесь применяется игра слов, указывающая на христианское имя антипапы, «Амадеус». |                                                                                            |
| De modicitate Lunæ.          | De modicitate Lunæ.                                                          | Nicolaus V.                        | Nicolaus V.                                                                 | Lunenſis de Sarzana, humilibus parentibus natus. | Lunenſis de Sarzana, humilibus parentibus natus.                                           |
| 208                          | 54. От скромности Луны (англ. From the meanness of Luna)                     | Николай V (1447—1455)              | Томмазо Парентучелли (итал. Tommaso Parentucelli)                           | Луниец из Сарцаны, родился от простых родителей. (англ. A Lunese of Sarzana, born to humble parents.) Он родился в Сарзане в округе Луни, древнее название которого было Луна. |                                                                                            |
| Bos paſcens.                 | Bos paſcens.                                                                 | Calliſtus. III.                    | Calliſtus. III.                                                             | Hiſpanus, cuius inſignia Bos paſcens. | Hiſpanus, cuius inſignia Bos paſcens.                                                      |
| 209                          | 55. Пасущийся бык (англ. Pasturing ox)                                       | Каликст III (1455—1458)            | Альфонсо ди Борджиа (исп. Alfons de Borja)                                  | Испанец, чья эмблема — бык пасущийся. (англ. A Spaniard, whose arms were a pasturing ox.) Герб Альфонсо ди Борджиа имеет быка, пасущегося на траве. |                                                                                            |
| De Capra & Albergo.          | De Capra & Albergo.                                                          | Pius. II.                          | Pius. II.                                                                   | Senenſis, qui fuit à Secretis Cardinalibus Capranico & Albergato. | Senenſis, qui fuit à Secretis Cardinalibus Capranico & Albergato.                          |
| 210                          | 56. От козы и гостиницы (англ. From a nanny-goat and an inn)                 | Пий II (1458—1464)                 | Энеа Сильвио Пикколомини (итал. Enea Silvio de Piccolomini)                 | Сиенец, который был секретарём кардиналов Капраника и Альбергато. (англ. A Sienese, who was secretary to Cardinals Capranicus and Albergatus.) Он был секретарём двух кардиналов перед тем, как занял папский престол. Девиз, возможно, намекает на создание папой Вифлеемского ордена. |                                                                                            |
| De Ceruo & Leone.            | De Ceruo & Leone.                                                            | Paulus. II.                        | Paulus. II.                                                                 | Venetus, qui fuit Commendatarius eccleſiæ Ceruienſis, & Cardinalis tituli S. Marci. | Venetus, qui fuit Commendatarius eccleſiæ Ceruienſis, & Cardinalis tituli S. Marci.        |
| 211                          | 57. От оленя и льва (англ. From a stag and lion)                             | Павел II (1464—1471)               | Пьетро Барбо (итал. Pietro Barbo)                                           | Венецианец, который был временным управляющим церкви в Червии и кардиналом с титулом Св. Марка. (англ. A Venetian, who was Commendatary of the church of Cervia, and Cardinal of the title of St. Mark.) Возможно здесь ссылка на его епископство в Червии, название которой лат. cervus переводится как олень, и на его кардинальский титул Святого Марка, так как Св. Марк изображается крылатым львом. |                                                                                            |
| Piſcator minorita.           | Piſcator minorita.                                                           | Sixtus. IIII.                      | Sixtus. IIII.                                                               | Piſcatoris filius, Franciſcanus. | Piſcatoris filius, Franciſcanus.                                                           |
| 212                          | 58. Рыбак минорит (англ. Minorite fisherman)                                 | Сикст IV (1471—1484)               | Франческо делла Ровере (итал. Francesco della Rovere)                       | Сын рыбака, франсисканец. (англ. Son of a fisherman, Franciscan.) Он родился в портовом городе Савона и стал франсисканским монахом-миноритом. |                                                                                            |
| Præcurſor Siciliæ.           | Præcurſor Siciliæ.                                                           | Innocentius VIII.                  | Innocentius VIII.                                                           | qui uocabatur Ioãnes Baptiſta, & uixit in curia Alfonſi regis Siciliæ. | qui uocabatur Ioãnes Baptiſta, & uixit in curia Alfonſi regis Siciliæ.                     |
| 213                          | 59. Креститель Сицилии (англ. Forerunner of Sicily)                          | Иннокентий VIII (1484—1492)        | Джованни Ваттиста Чибо (итал. Giovanni Battista Cibò)                       | Который назывался Иоанном Крестителем и жил при дворе Альфонсо, короля Сицилии. (англ. Who was called John Baptist, and lived in the court of Alfonso, king of Sicily.) Джиованни Баттиста Чибо был назван в честь Иоанна Крестителя, предвестника Христа. В свои ранние годы Джиованни служил епископом Мольфетты в Сицилии. |                                                                                            |
| Bos Albanus in portu.        | Bos Albanus in portu.                                                        | Alexander VI.                      | Alexander VI.                                                               | Epiſcopus Cardinalis Albanus & Portuenſis, cuius inſignia Bos. | Epiſcopus Cardinalis Albanus & Portuenſis, cuius inſignia Bos.                             |
| 214                          | 60. Бык Альбаны в порту (англ. Bull of Alba in the harbor)                   | Александр VI (1492—1503)           | Родриго де Борджиа (итал. Rodrigo de Borgia)                                | Кардинал Альбаны и Порто, чьим гербом был бык. (англ. Cardinal Bishop of Albano and Porto, whose arms were a bull.) В 1456 он был назначен кардиналом и имел титулы кардинала-епископа Альбаны и Порто. Как и у всех членов фамилии Боржиа, на гербе папы Александра VI изображён пасущийся бык. |                                                                                            |
| De paruo homine.             | De paruo homine.                                                             | Pius. III.                         | Pius. III.                                                                  | Senenſis, familia piccolominea. | Senenſis, familia piccolominea.                                                            |
| 215                          | 61. Из маленьких людей (англ. From a small man)                              | Пий III (1503)                     | Франческо Тодескини Пикколомини (итал. Francesco Todeschini Piccolomini)    | Сиенец, из семьи Пикколомини. (англ. A Sienese, of the Piccolomini family.) Фамилия его была Piccolomini и состояла из двух слов: итал. piccolo маленький и итал. uomo — человек. |                                                                                            |
| Fructus Iouis iuuabit.       | Fructus Iouis iuuabit.                                                       | Iulius. II.                        | Iulius. II.                                                                 | Ligur, eius inſignia Quercus, Iouis arbor. | Ligur, eius inſignia Quercus, Iouis arbor.                                                 |
| 216                          | 62. Плод Юпитера поможет (англ. The fruit of Jupiter will help)              | Юлий II (1503—1513)                | Джулиано делла Ровере (итал. Giuliano della Rovere)                         | Генуэзец, его эмблемой был дуб, дерево Юпитера. (англ. A Genoese, his arms were an oak, Jupiter's tree.) Его гербом был дуб, дерево, посвященное Юпитеру. Фамилия папы, итал. Della Rovere, буквально означает из дуба. |                                                                                            |
| De craticula Politiana.      | De craticula Politiana.                                                      | Leo. X.                            | Leo. X.                                                                     | filius Laurentii medicei, & ſcholaris Angeli Politiani. | filius Laurentii medicei, & ſcholaris Angeli Politiani.                                    |
| 217                          | 63. От решетки политика (англ. From a Politian gridiron)                     | Лев X (1513—1521)                  | Джованни де Медичи (итал. Giovanni de Medici)                               | Сын Лоренцо Медичи и студент Анжело Полициано. (англ. Son of Lorenzo de' Medici, and student of Angelo Poliziano.) Его учителем и наставником был выдающийся гуманист и учёный Анжело Полициано. |                                                                                            |
| Leo Florentius.              | Leo Florentius.                                                              | Adrian. VI.                        | Adrian. VI.                                                                 | Florẽtii filius, eius inſignia Leo. | Florẽtii filius, eius inſignia Leo.                                                        |
| 218                          | 64. Флорентийский лев (англ. Florentian lion)                                | Адриан VI (1522—1523)              | Адриан Флоренсзоон Буйенс (нидерл. Adriaan Florenszoon Boeyens)             | Сын Флорентия, его эмблемой был лев. (англ. Son of Florentius, his arms were a lion.) Его герб имеет двух львов, а имя его Адриан Флоренсзоон (сын Флоренса или Флорентия). |                                                                                            |
| Flos pilei ægri.             | Flos pilei ægri.                                                             | Clemens. VII.                      | Clemens. VII.                                                               | Florentinus de domo medicea, eius inſignia pila, & lilia. | Florentinus de domo medicea, eius inſignia pila, & lilia.                                  |
| 219                          | 65. Цветок пилюли больного (англ. Flower of the sick man's pill)             | Климент VII (1523—1534)            | Джулио де Медичи (итал. Giulio de Medici)                                   | Флорентиец из дома Медичи, его эмблемой были шарики-пилюли и лилии. A Florentine of the Medicean house, his arms were pill-balls and lilies. Герб Медичи украшен шестью медицинскими шариками. Один из них, бо́льший по размеру, включает флорентийские лилии. |                                                                                            |
| Hiacinthus medicorũ.         | Hiacinthus medicorũ.                                                         | Paulus. III.                       | Paulus. III.                                                                | Farneſius, qui lilia pro inſignibus geſtat, & Card. fuit SS. Coſme, & Damiani. | Farneſius, qui lilia pro inſignibus geſtat, & Card. fuit SS. Coſme, & Damiani.             |
| 220                          | 66. Гиацинт лекарей (англ. Hyacinth of the physicians)                       | Павел III (1534—1549)              | Алессандро Фарнезе (итал. Alessandro Farnese)                               | Фарнезе, герб которого имеет лилии, носил титул кардинала святых Космы и Домиана. (англ. Farnese, who bore lilies for arms, and was Cardinal of Saints Cosmas and Damian.) На гербе папы Павла изображены шесть гиацинтов. |                                                                                            |
| De corona montana.           | De corona montana.                                                           | Iulius. III.                       | Iulius. III.                                                                | antea uocatus Ioannes Maria de monte. | antea uocatus Ioannes Maria de monte.                                                      |
| 221                          | 67. От горной короны (англ. From the mountainous crown)                      | Юлий III (1550—1555)               | Джованни Мария Чокки дель Монте (итал. Giovanni Maria Ciocchi del Monte)    | Прежде звался Джованни Мария из горы (дель Монте). (англ. Formerly called Giovanni Maria of the Mountain (de Monte).) На его гербе изображены горы и пальмовые ветви, сложенные в форме короны. |                                                                                            |
| Frumentum flocidum. [sic]    | Frumentum flocidum. [sic]                                                    | Marcellus. II.                     | Marcellus. II.                                                              | cuius inſignia ceruus & frumẽtum, ideo floccidum, quod pauco tempore uixit in papatu. | cuius inſignia ceruus & frumẽtum, ideo floccidum, quod pauco tempore uixit in papatu.      |
| 222                          | 68. Пустяковая пшеница (англ. Trifling grain)                                | Марцелл II (1555)                  | Марчелло Червини (итал. GMarcello Cervini)                                  | Чьим гербом были олень и пшеница; пустяковая, потому что он был папой очень короткое время. (англ. Whose arms were a stag and grain; 'trifling', because he lived only a short time as pope.) На его гербе изображён олень и колосья пшеницы. Был папой римским очень недолго: с 9 по 30 апреля 1555. |                                                                                            |
| De fide Petri.               | De fide Petri.                                                               | Paulus. IIII.                      | Paulus. IIII.                                                               | antea uocatus Ioannes Petrus Caraffa. | antea uocatus Ioannes Petrus Caraffa.                                                      |
| 223                          | 69. От веры Петра (англ. From Peter's faith)                                 | Павел IV (1555—1559)               | Джанпьетро Караффа (итал. Giovanni Pietro Caraffa)                          | Прежде звался Джан Пётр Караффа. (англ. Formerly called John Peter Caraffa.) Говорят, он использовал своё мирское имя Пётр. |                                                                                            |
| Eſculapii pharmacum.         | Eſculapii pharmacum.                                                         | Pius. IIII.                        | Pius. IIII.                                                                 | antea dictus Io. Angelus Medices. | antea dictus Io. Angelus Medices.                                                          |
| 224                          | 70. Асклепова медицина (англ. Aesculapius' medicine)                         | Пий IV (1559—1565)                 | Джованни Анджело де Медичи (итал. Giovanni Angelo de Medici)                | Прежде звался Джованни Анджело Медичи. (англ. Formerly called Giovanni Angelo Medici.) Его фамилия была Медичи (Medici). Игра слов: медичи — медицина. |                                                                                            |
| Angelus nemoroſus.           | Angelus nemoroſus.                                                           | Pius. V.                           | Pius. V.                                                                    | Michael uocatus, natus in oppido Boſchi. | Michael uocatus, natus in oppido Boſchi.                                                   |
| 225                          | 71. Ангел рощи (англ. Angel of the grove)                                    | Св. Пий V (1566—1572)              | Антонио Микеле Гислиери (итал. Antonio Michele Ghislieri)                   | (англ. Called Michael, born in the town of Bosco.) Он родился в Боско, Ломбардия; название места означает «роща». Его мирское имя было Антонио Микеле Гислиери, итал. Antonio Michele Ghislieri, а Михаил — это имя предводителя ангельских воинств архангела Михаила. |                                                                                            |
| Medium corpus pilarũ.        | Medium corpus pilarũ.                                                        | Gregorius. XIII.                   | Gregorius. XIII.                                                            | cuius inſignia medius Draco, Cardinalis creatus à Pio. IIII. qui pila in armis geſtabat. | cuius inſignia medius Draco, Cardinalis creatus à Pio. IIII. qui pila in armis geſtabat.   |
| 226                          | 72. Половина тела шаров (англ. Half body of the balls)                       | Григорий XIII (1572—1585)          | Уго Бонкомпаньи (итал. Ugo Boncompagni)                                     | На чьём гербе было пол-дракона; кардинал, поставленный Пием IV, который несёт шары в своих руках. (Whose arms were a half-dragon; a Cardinal created by Pius IV, who bore balls in his arms.) «Шары» (лат. pilarũ) в латинской фразе относятся к папе Пию IV, который поставил Григория XIII в кардиналы. На гербе папы Григория XIII-го изображена верхняя половина тела дракона. |                                                                                            |
| Axis in medietate ſigni.     | Axis in medietate ſigni.                                                     | Sixtus. V.                         | Sixtus. V.                                                                  | qui axem in medio Leonis in armis geſtat. | qui axem in medio Leonis in armis geſtat.                                                  |
| 227                          | 73. Ось в середине знака (англ. Axle in the midst of a sign)                 | Сикст V (1585—1590)                | Феличе Перетти ди Монтальто (итал. Felice Peretti di Montalto)              | На гербе которого помещена ось посередине льва. (англ. Who bears in his arms an axle in the middle of a lion.) Здесь дано непосредственное описание герба папы. |                                                                                            |
| De rore cœli.                | De rore cœli.                                                                | Vrbanus. VII.                      | Vrbanus. VII.                                                               | qui fuit Archiepiſcopus Roſſanenſis in Calabria, ubi mãna colligitur. | qui fuit Archiepiſcopus Roſſanenſis in Calabria, ubi mãna colligitur.                      |
| 228                          | 74. Из росы небесной (англ. From the dew of the sky)                         | Урбан VII (1590)                   | Джамбаттиста Кастанья (итал. Giovanni Battista Castagna)                    | Который был архиепископом Россано в Калабрии, где собирается манна. (англ. Who was Archbishop of Rossano in Calabria, where manna is collected.) Он был архиепископом Россано в Калабрии, где с некоторых растений собирается сладкий сок, называемый «росой небесной». |                                                                                            |

### Римские папы с 1590 года до сегодняшнего дня
Для этой группы римских пап текст, опубликованный в 1595 году, приводит имена только первых трёх пап, то есть тех, чей понтификат начался после обнаружения текста (1590 год), но не позднее года публикации текста (1595 год). Для этих трёх пап текст не содержит латинского объяснения к пророческому девизу. Далее опубликованный текст пророчества содержит только латинские девизы.
| Римские папы (1590—) | Римские папы (1590—) | Римские папы (1590—)               | Римские папы (1590—)                                                                                  | Римские папы (1590—) | Римские папы (1590—) |
| Папа №. | Девиз Перевод | Тронное имя (Понтификат)           | Мирское имя                                                                                           | Историческая ссылка или объяснение | Герб                 |
| --- | --- | ---------------------------------- | --- | --- | -------------------- |
| Ex antiquitate Vrbis. | Ex antiquitate Vrbis. | Gregorius. XIIII.                  | Gregorius. XIIII.                                                                                     | |                      |
| 229 | 75 От древности города (англ. Of the antiquity of the city) | Григорий XIV (1590—1591)           | Никколо Сфрондрати (итал. Niccolo Sfrondrati)                                                         | Его отец был сенатором в древнем городе Милане. Слово сенатор — производное от лат. senex, что значит старик. |                      |
| Pia ciuitas in bello. | Pia ciuitas in bello. | Innocentius. IX.                   | Innocentius. IX.                                                                                      | |                      |
| 230 | 76 Святой град в войне (англ. Pious city in war) | Иннокентий IX (1591)               | Джованни Антонио Факинетти (итал. Giovanni Antonio Facchinetti)                                       | Он был патриархом Иерусалима перед избранием на папский престол. |                      |
| Crux Romulea. | Crux Romulea. | Clemens. VIII.                     | Clemens. VIII.                                                                                        | |                      |
| 231 | 77 Крест Ромула (англ. Cross of Romulus) | Климент VIII (1592—1605)           | Ипполито Альдобрандини (итал. Ippolito Aldobrandini)                                                  | Он был кардиналом-священником с титулом Св. Панкратия. Святой Панкратий Римский — раннехристианский римский мученик. |                      |
| Vndoſus uir. | |                                    | | |                      |
| 232 | 78 Человек волн (англ. Wavy man) | Лев XI (1605)                      | Алессандро Оттавиано де Медичи (итал. Alessandro Ottaviano de' Medici)                                | Он был епископом Палестрины, по преданию, основанной сыном мореплавателя Одиссея. Девиз может относиться к короткому правлению папы Льва (27 дней). |                      |
| Gens peruerſa. | |                                    | | |                      |
| 233 | 79 Развращенное Поколение (англ. Corrupted nation) | Павел V (1605—1621)                | Камилло Боргезе (итал. Camillo Borghese)                                                              | Папа Павел V назначил своего племянника, Шипионе Боргезе, в коллегию кардиналов. Слово непотизм (кумовство), возможно, возникло во время правления этого папы. |                      |
| In tribulatione pacis. | |                                    | | |                      |
| 234 | 80 Посреди мирских бедствий (англ. In the trouble of peace) | Григорий XV (1621—1623)            | Алессандро Людовизи (итал. Alessandro Ludovisi)                                                       | Его правление связано с началом Тридцатилетней войны. |                      |
| Lilium & roſa. | |                                    | | |                      |
| 235 | 81 Лилия и роза (англ. Lily and rose) | Урбан VIII (1623—1644)             | Маффео Барберини (итал. Maffeo Barberini)                                                             | Он был рождён во Флоренции, на гербе которой изображена красная лилия. Во время его правления было примирение Франции (лилия) и Англии (роза). |                      |
| Iucunditas crucis. | |                                    | | |                      |
| 236 | 82 Удовольствие креста (англ. Delight of the cross) | Иннокентий X (1644—1655)           | Джамбаттиста Памфили (итал. Giovanni Battista Pamphili)                                               | Он был избран на папский престол после длинного и сложного конклава в праздник Воздвижения Креста Господня. |                      |
| Montium cuſtos. | |                                    | | |                      |
| 237 | 83 Страж гор (англ. Guard of the mountains) | Александр VII (1655—1667)          | Фабио Киджи (итал. Fabio Chigi)                                                                       | Его фамильный герб включает изображение семи холмов со звездой над ними. |                      |
| Sydus olorum. | |                                    | | |                      |
| 238 | 84 Звезда лебедей (англ. Star of the swans) | Климент IX (1667—1669)             | Джулио Роспильози (итал. Giulio Rospigliosi)                                                          | Звезда по легенде относится к папе Александру VII, который назначил Климента своим персональным секретарём. Слово итал. Cigni — лебедь рифмуется с фамилией папы Александра Chigi. |                      |
| De flumine magno. | |                                    | | |                      |
| 239 | 85 От великой реки (англ. From a great river) | Климент X (1670—1676)              | Эмилио Бонавентура Альтьери (итал. Emilio Bonaventura Altieri)                                        | Папа Климент был уроженец Рима. |                      |
| Bellua inſatiabilis. | |                                    | | |                      |
| 240 | 86 Ненасытный зверь (англ. Insatiable beast) | Иннокентий XI (1676—1689)          | Бенедетто Одескальки (итал. Benedetto Odescalchi)                                                     | Герб папы Иннокентия имел изображение льва. |                      |
| Pœnitentia glorioſa. | |                                    | | |                      |
| 241 | 87 Славное покаяние (англ. Glorious penitence) | Александр VIII (1689—1691)         | Пьетро Витто Оттобони (итал. Pietro Vitto Ottoboni)                                                   | Его имя было Пётр. Апостол Пётр покаялся после троекратного отречения от Христа. |                      |
| Raſtrum in porta. | |                                    | | |                      |
| 242 | 88 Грабли в дверь (англ. Rake in the door) | Иннокентий XII (1691—1700)         | Антонио Пиньятелли дель Растрелло (итал. Antonio Pignatelli del Rastrello)                            | Его фамилия итал. Rastrello означает грабли. |                      |
| Flores circundati. | |                                    | | |                      |
| 243 | 89 Окруженный цветами (англ. Surrounded flowers) | Климент XI (1700—1721)             | Джанфранческо Альбани (итал. Giovanni Francesco Albani)                                               | Он был кардинал-дьяконом с титулом Св. Марии в Аквиро. |                      |
| De bona religione. | |                                    | | |                      |
| 244 | 90 [От] Доброй Веры (англ. From good religion) | Иннокентий XIII (1721—1724)        | Пьетро Микеланджело деи Конти (итал. Pietro Michelangelo dei Conti)                                   | Игра слов, относящаяся к выбранному папой имени Иннокентий, что может означать чистый, невинный. Он из знаменитой семьи Конти, из которой вышло несколько пап. |                      |
| Miles in bello. | |                                    | | |                      |
| 245 | 91 Солдат на войне (англ. Soldier in War) | Бенедикт XIII (1724—1730)          | Пьетро Франческо Орсини (итал. Pietro Francesco Orsini)                                               | Прежде, чем он стал папой, многие соседние страны были охвачены войной. Не исключено, что он воевал в одной из них как обычный солдат. |                      |
| Columna excelſa. | |                                    | | |                      |
| 246 | 92 Величественная колонна (англ. Lofty column) | Климент XII (1730—1740)            | Лоренцо Корсини (итал. Lorenzo Corsini)                                                               | Он был кардинал-священник с титулом Сан-Пьетро-ин-Винколи, что значит св. Пётр в веригах. Имя Пётр произведено от греч. Πέτρος — скала. |                      |
| Animal rurale. | |                                    | | |                      |
| 247 | 93 Деревенское животное (англ. Country animal) | Бенедикт XIV (1740—1758)           | Просперо Лоренцо Ламбертини (итал. Prospero Lorenzo Lambertini)                                       | (англ. lamb — «ягненок»). Возможно — игра слов, связанная с двумя его известными папскими буллами (англ. bull — «бык») |                      |
| Roſa Vmbriæ. | |                                    | | |                      |
| 248 | 94 Роза Умбрии (англ. Rose of Umbria) | Климент XIII (1758—1769)           | Карло делла Торе Реццонико (итал. Carlo della Torre di Rezzonico)                                     | Он получил в 1747 году звание кардинал-священника с титулом Санта-Мария-ин-Арачели. В духовных кругах Дева Мария представляется розой. |                      |
| Vrſus uelox. | |                                    | | |                      |
| 249 | 95 Быстрый медведь (англ. Swift bear) | Климент XIV (1769—1774)            | Лоренцо Джованни Винченцо Антонио Ганганелли (итал. Lorenzo Giovanni Vincenzo Antonio Ganganelli)     | На фамильном гербе Ганганелли был изображён бегущий медведь. |                      |
| Peregrin9 apoſtolic9. | |                                    | | |                      |
| 250 | 96 Апостольский паломник (англ. Apostolic pilgrim) | Пий VI (1775—1799)                 | Джананджело граф Браски (итал. Giovanni Angelico Braschi)                                             | Провёл последние два года своей жизни в изгнании, был узником французской революции. |                      |
| Aquila rapax. | |                                    | | |                      |
| 251 | 97 Хищный орёл (англ. Rapacious eagle) | Пий VII (1800—1823)                | Грегорио Луиджи Барнаба Кьярамонти (итал. Gregorio Luigi Barnaba Chiaramonti)                         | Правление папы было омрачено Наполеоном, эмблемой которого был орёл. |                      |
| Canis & coluber. | |                                    | | |                      |
| 252 | 98 Собака и змея (англ. Dog and adder) | Лев XII (1823—1829)                | Аннибале, граф делла Дженга (итал. Annibale Sermattei della Genga)                                    | Собака и змея — оскорбления, и папу Льва очень многие ненавидели. Девиз также может быть намёком на фамилию папы Sermattei, итал. Serpente — змея. |                      |
| Vir religioſus. | |                                    | | |                      |
| 253 | 99 Набожный Муж (англ. Religious man) | Пий VIII (1829—1830)               | Франческо Саверио, граф Кастильони (итал. Francesco Saverio Castiglioni)                              | Очередная игра слов: ссылка на выбранное папой имя лат. Pius — набожный. |                      |
| De balneis Ethruriæ. | |                                    | | |                      |
| 254 | 100 От Тосканских купален (англ. From the baths of Tuscany) | Григорий XVI (1831—1846)           | Бартоломео Альберто Капеллари (итал. Bartolomeo Alberto Cappellari)                                   | Папа принадлежал к отшельническому ордену камальдулов, основанному в горах Тосканы. Орден состоял из двух монашеских общежитий, одно из которых называлось итал. Fonte Buono — прекрасный фонтан. |                      |
| Crux de cruce. | |                                    | | |                      |
| 255 | 101 Крест от креста (англ. Cross from cross) | Бл. Пий IX (1846—1878)             | Джованни Мария, граф Мастаи-Ферретти (итал. Giovanni Maria Mastai Ferretti)                           | Папа Пий IX многое испытал во время своего правления, но главная его крестная мука пришла от Савойской династии, которая объединила Италию и лишила папу его владений. Герб Савойской династии — белый крест на красном фоне. |                      |
| Lumen in cœlo. | |                                    | | |                      |
| 256 | 102 Свет в небе (англ. Light in the sky) | Лев XIII (1878—1903)               | Винченцо Джоакино Рафаэль Луиджи Печчи (итал. Vincenzo Gioacchino Raffaele Luigi Pecci)               | На его гербе изображена летящая звезда. |                      |
| Ignis ardens. | |                                    | | |                      |
| 257 | 103 Пламенный огонь (англ. Burning fire) | Св. Пий X (1903—1914)              | Джузеппе Мелькиоре Сарто (итал. Giuseppe Melchiore Sarto)                                             | Пий X ратовал за издание первого полного Кодекса канонического права, за ежедневное причащение и за использование одноголосого Григорианского пения в католической литургии, и был противником модернизма в церкви. Он был первым святым папой за период в 400 лет, предыдущим был Пий V. |                      |
| Religio depopulata. | |                                    | | |                      |
| 258 | 104 Вера Обезлюдела (англ. Religion destroyed) | Бенедикт XV (1914—1922)            | Джакомо, маркиз делла Кьеза (итал. Giacomo della Chiesa)                                              | В понтификат Бенедикта XV-го произошли: Первая мировая война — 12 млн убитых и 55 млн раненых Испанский грипп — умерло ~50-100 млн человек; Октябрьская революция, начавшая беспрецедентные гонения на верующих. |                      |
| Fides intrepida. | |                                    | | |                      |
| 259 | 105 Неустрашимая вера (англ. Intrepid faith) | Пий XI (1922—1939)                 | Аброджио Дамиано Акилле Ратти (итал. Ambrogio Damiano Achille Ratti)                                  | В понтификат Пия XI-го: издана энциклика Mit brennender Sorge, осуждающая нацизм; подписаны Латеранские соглашения, где фашистская Италия признала суверенитет Святого Престола. |                      |
| Paſtor angelicus. | |                                    | | |                      |
| 260 | 106 Ангельский пастух (англ. Angelic shepherd) | Достопочтенный Пий XII (1939—1958) | Эудженио Мария Джузеппе Джованни Пачелли (итал. Eugenio Maria Giuseppe Giovanni Pacelli)              | Пий XII издал несколько энциклик догматического содержания. Он непогрешимо ex cathedra (то есть, как глава Церкви), провозгласил догмат о Вознесении Пресвятой Девы Марии. |                      |
| Paſtor & nauta. | |                                    | | |                      |
| 261 | 107 Пастух и моряк (англ. Shepherd and sailor) | Св. Иоанн XXIII (1958—1963)        | Анжело Джузеппе Ронкалли (итал. Angelo Giuseppe Roncalli)                                             | Перед избранием папой, он был Патриарх Венеции, города моряков, каналов и гондол. |                      |
| Flos florum. | |                                    | | |                      |
| 262 | 108 Цветок цветков (англ. Flower of flowers) | Павел VI (1963—1978)               | Джованни Баттиста Энрико Антонио Мария Монтини (итал. Giovanni Battista Enrico Antonio Maria Montini) | На гербе Павла VI-го изображены три лилии, Флёр-де-ли. Лилия (Флёр-де-ли) к концу средних веков стала во Франции эмблемой королевской власти. В Песни Песней лилия — цветок цветков (Песн. 2:2, Песн. 5:13, Песн. 6:2). |                      |
| De medietate lunæ. | |                                    | | |                      |
| 263 | 109 От середины луны (англ. From the midst of the moon) | Иоанн Павел I (1978)               | Альбино Лучани (итал. Albino Luciani)                                                                 | Родился 17 октября 1912 года, когда луна достигла своей половины. Его правление продолжалось всего одну «луну» — один месяц. Его широкая улыбка была подобна половине луны. Его помнят как улыбающегося папу. |                      |
| De labore ſolis. | |                                    | | |                      |
| 264 | 110 От солнечного затмения (англ. From a solar eclipse) | Св. Иоанн Павел II (1978—2005)     | Кароль Юзеф Войтыла (пол. Karol Józef Wojtyła)                                                        | лат. Labores solis — латинское выражение, означающее солнечное затмение. Родился 18 мая 1920 года в день частичного солнечного затмения, наблюдавшегося в области Индийского океана. Похоронен 8 апреля 2005 года в день редкого гибридного полного солнечного затмения, наблюдавшегося в области Тихого океана. |                      |
| Gloria oliuæ. | |                                    | | |                      |
| 265 | 111 Слава оливы (англ. Glory of the olive) | Бенедикт XVI (2005—2013)           | Йозеф Алоиз Ратцингер (нем. Joseph Alois Ratzinger)                                                   | Папа взял тронное имя Бенедикт XVI, в частности в честь св. Бенедикта Нурсийского. Одним из ответвлений бенедиктинцев является орден Оливетов, названный в честь Елеонской горы. В 1993—2005 годах кардинал Йозеф Ратцингер носил титул кардинала Веллетри-Сеньи. На гербе города Веллетри изображены три оливковых дерева. Бенедикт XVI возглавлял Конгрегацию доктрины веры (она же — Святая инквизиция, переименованная в 1908 папой Св. Пием Х). На гербе Святой инквизиции изображена оливковая ветвь. |                      |
| In perſecutione extrema S.R.E. ſedebit. | |                                    | | |                      |
| | Во время последних гонений Святой Римской Церкви воссядет. (англ. In the final persecution of the Holy Roman Church, there will sit) |                                    | | |                      |
| Petrus Romanus, qui paſcet oues in multis tribulationibus: quibus tranſactis ciuitas ſepticollis diruetur, & Iudex tremẽdus iudicabit populum ſuum. Finis. | |                                    | | |                      |
| 266 | 112 Пётр Римлянин, который будет пасти овец среди множества терзаний; по свершении чего город семи холмов будет разрушен, и Судия страшный будет судить народ свой. Конец. (англ. Peter the Roman, who will nourish the sheep in many tribulations; when they are finished, the city of seven hills will be destroyed, and the fearsome Judge will judge His people. The End.) | Франциск (2013—2025)               | Хорхе Марио Бергольо (исп. Jorge Mario Bergoglio)                                                     | Пророчества после 1595 года состоят из девизов, поэтому фраза «Petrus Romanus» должна восприниматься скорее, как девиз — «Римская твердыня», а не как отсылка на имя нового папы. В этой связи, многозначительной представляется приверженность папы идеалам Франциска Ассизского (1181—1226), перед которым также стояли задачи спасти церковь от неурядиц XII—XIII вв. Папа взял имя Франциска Ассизского (Джованни Франческо ди Пьетро Бернардоне), родившегося в городе Ассизи в итальянской области Умбрия, которая в то время входила в Папскую область и управлялась Римским папой (то есть Римом). Бергольо (Bergoglio) — слово berg существует во многих германских языках и переводится как «гора», «скала», «утёс». Имя Пётр (от др.-греч. Πέτρος) — «камень», «скала». Возможно от слова berg происходит фр. berger — «пастух» («который будет пасти овец среди множества терзаний»). |                      |

## Пророчество в искусстве, литературе и культуре
- В прессе пересказывалась легенда неизвестного авторства: в пророчестве Святого Малахии якобы было указание на то, что последним папой вновь будет сам Апостол Пётр, который якобы доставит письмо с этим указанием одному из последних римских пап. В 2013 году казанская «Бизнес-газета» утверждала, что, согласно этой легенде, подобное письмо перед смертью якобы получил Иоанн Павел II[84][неавторитетный источник].
- Писатель Джеймс Роллинс опубликовал роман «Ключ Судного дня» (англ. The Doomsday Key)[85] относительно пророчества и того, как оно соотносится с сегодняшним днём.